# Anisia Achieng
Anisia Karlo Achieng Olworo ist eine südsudanesische Politikerin und Frauenrechtsaktivistin.

## Leben

### Jugend
Achieng wurde im Südsudan geboren. Ihre Mutter starb, als sie noch klein war, und ihr Vater fiel im Bürgerkrieg. Anschließend wuchs sie in einem Waisenhaus von Missionaren auf, die nach Uganda ausgewandert waren. Achieng schloss dort die Sekundarschule ab und bestand darauf, in den Sudan zurückzukehren, um ihre Verwandten zu suchen. Nach der Schule kehrte sie in den Südsudan zurück, um eine Ausbildung zur Polizistin und Krankenschwester zu absolvieren, bevor sie bei der norwegischen Kirchenhilfe (Norwegian Church Aid) eine Anstellung fand. Der Krieg zwang sie erneut, das Land zu verlassen, und sie zog nach Nairobi, wo sie sich ehrenamtlich für das Hohe Flüchtlingskommissariat der Vereinten Nationen engagierte und die Katholische Universität von Ostafrika besuchte.

### Flucht nach Kenia und Aktivismus
Achieng lebte 1993 in den Nuba-Bergen, als die Armee und Rebellen in die Region vordrangen. Sie war gezwungen, wieder nach Kenia zu fliehen, um den Kampfhandlungen zu entkommen. Ihre ein und sechsjährigen Kinder flohen mit ihrer Schwester nach Uganda. In Nairobi gründete Achieng zusammen mit anderen die Nichtregierungsorganisation Sudanese Women’s Voice for Peace, die sich dem Kampf gegen Menschenrechtsverletzungen im Sudan widmet.
Achieng war 1995 neben Fatima Ahmed Ibrahim Delegierte bei der Konferenz „Harvest for Sudan: Women’s Peace Initiative“ in Nairobi. 1995 und 1996 reiste „Olworo“ mit Ibrahim durch Kanada um die Menschen über die Kriegsgräueltaten und Frauenrechtsverletzungen im Sudan zu informieren. Sie informierte die Catholic New Times in Toronto darüber, dass Kinder und Frauen für nur 35 Dollar in die Sklaverei verkauft würden.
1998 erwarb Achieng einen Bachelor-Abschluss in Sozialwissenschaften an der Katholischen Universität Ostafrikas in Nairobi. Sie besuchte außerdem das Mindolo Ecumenical Foundation – Pan Africa Institute in Kitwe, wo sie ein Diplom in Women Leadership erwarb.
Nach der Unterzeichnung des umfassenden Friedensabkommens (Comprehensive Peace Agreement) führten Achieng und das Women Peace Network Southern Sudan Schulungen durch, um ein Bewusstsein für die Auswirkungen der Übergangsverfassung auf Frauen zu schaffen.
Als Friedenskonsolidierungsbeauftragte der Catholic Relief Services regte Achieng das Projekt „Road to Peace“ an, das im Mai 2007 begann. Das Projekt „Food for Work“ umfasste den Bau einer Straße zwischen Ikotos und Imatong. ie engagierte sich auch für ein Programm des Center for Justice and Peacebuilding (Zentrum für Gerechtigkeit und Friedenskonsolidierung) im Sudan.

## Politische Karriere
Achieng wurde Abgeordnete im Parlament des Südsudans und vertrat Eastern Equatoria. Sie ist außerdem Mitglied der Intergovernmental Authority on Development in Eastern Africa (Zwischenstaatliche Behörde für Entwicklung in Ostafrika).

## Persönliches
Achieng ist Christin und hat zwei leibliche Kinder und einen Adoptivsohn.